# Biologisme
En sociologie, philosophie des sciences et biologie, le biologisme, appelé aussi déterminisme biologique, est un modèle théorique scientiste et matérialiste selon lequel les conditions naturelles et organiques de la vie et de son évolution (gènes, hormones, neurotransmetteurs, lois néodarwiniennes) sont la base de la réalité physique et spirituelle de l'homme et de la société.
Le déterminisme biologique, qui se pose aujourd'hui essentiellement en termes de déterminisme génétique (en), est un réductionnisme (de type organicisme et naturalisme) mis sur le devant de la scène par les textes et discours biologisants de porte-parole, de relais culturels qui peuvent véhiculer une idéologie qui déduit des conditions de vie et des besoins biologiques de l'homme, de ses dispositions héréditaires, tant des normes d'action que les principes de la connaissance.
Cependant, les scientifiques partisans de cette thèse se démarquent de son idéologie (dérive de cette thèse, l'idéologie est présentée par les adversaires du biologisme comme un argument épouvantail pour réfuter toute influence du déterminisme biologique) et ne se réclament pas d'une théorie intégralement biologisée de la culture ou de la société. Le consensus scientifique actuel est en effet que tous les traits physiques, les comportements et les interactions sociales sont des phénotypes, c'est-à-dire le résultat d'interactions complexes entre les gènes et l'environnement mais aussi des processus acquis, résultat de l'expérience, de l'apprentissage des hommes prédisposés par des architectures génétiques particulières.

## Historique du biologisme
Depuis le XVIIIe siècle, différentes formes de biologisme sont apparues pour expliquer la vie humaine et sociale. Dans La Grande Transformation, l'économiste Karl Polanyi affirme qu'au début du XIXe siècle, « la nature biologique de l'homme apparaissait comme la fondation donnée d'une société qui n'est pas d'ordre politique. » À la fin du XIXe siècle, le philosophe Herbert Spencer développe la théorie du darwinisme social. Au début du XXe siècle, l'anthropologue Pierre Kropotkine développe la psychologie évolutionniste dans son ouvrage L'Entraide, un facteur de l'évolution. Dans la deuxième moitié du XXe siècle, émerge la sociobiologie.
Le biologisme prend son essor dans les années 1960 à partir du développement de la génétique et des travaux d'éthologie animale et humaine avec les figures allemandes de Konrad Lorenz, Irenäus Eibl-Eibesfeldt et anglo-saxonnes de Julian Huxley, Robert Ardrey, Desmond Morris.

### Biologisme en France
Alors que le biologisme est délégitimé après la Seconde Guerre mondiale (en raison de ses dérives telles que l'eugénisme ou le darwinisme social), il connaît un renouveau culturel et intellectuel en France à la fin des années 1960, dans le monde social, économique, académique, politique, période qui voit la biologie s'autonomiser en s'éloignant de la recherche académique et en se diffusant dans le monde médiatique.
Des figures intellectuelles issues des sciences biologiques ou médicales, telles que Jacques Monod, Jean Bernard, Henri Laborit, Jean Hamburger, Jacques Ruffié ou François Jacob publient des textes de vulgarisation sur les sciences humaines et sociales présentant des théories biologisantes et qui font l'objet d'une réappropriation « scientifisée » de la part des classes moyennes en quête d’ascension sociale et d’autodidaxie.
La sociobiologie américaine d'Edward Osborne Wilson s'importe en France au milieu des années 1970 et est récupérée par la Nouvelle Droite publiant des textes dans Le Figaro Magazine créé en 1978 pour concurrencer l'hégémonie du Nouvel Observateur dans le champ intellectuel. Ces textes biologisants attaquent notamment l'égalitarisme et son emblème scolaire, le collège unique. Mais il existe aussi un biologisme dit « de gauche », tel le Groupe des dix qui propose d'utiliser les découvertes de la génétique pour élaborer un nouvel humanisme scientifique.
Le biologisme connaît un nouvel essor de 1985 à 2000 avec les « années cerveau » marquées par la publication, notamment par les éditions Odile Jacob, de L'Homme neuronal de Jean-Pierre Changeux, Le Cerveau Machine de Marc Jeannerod, les ouvrages de neurobiologie de Jean-Didier Vincent ou d'Henri Laborit, ceux d'éthologie humaine de Boris Cyrulnik, ces livres ouvrant sur les neurosciences comportementales et l'anthropologie cognitive,.

## Critiques du biologisme et des explications biologisantes
En tant qu'idéologie, le biologisme a joué un rôle négatif dans l'explication et la création de concepts tels que la race, le sexe ou la sexualité (« gène gay », théorie du genre) ou dans le réductionnisme génétique (gène de la violence (en), de l'alcoolisme, neurone de la soumission). 
Il a pu également dériver vers un « fondamentalisme darwinien » et un « strict adaptationnisme » qui se retrouve par exemple dans la théorie du gène égoïste.
Selon Pierre Thuillier, « Darwin a pratiqué des extrapolations fondées sur un biologisme qui, en tant que tel, est plus idéologique que scientifique. » Ainsi, le darwinisme social a mené à la discipline controversée de la sociobiologie qui s'appuie fortement sur le déterminisme biologique et l'héréditarisme (en) et a conduit à l'eugénisme ou aux idéologies totalitaires stalinienne et nazie.
Des explications biologisantes sont parfois données à des phénomènes économiques (tels le « gène du chômage », le « gène de la paresse » ou les discours de Nicolas Sarkozy évoquant des gènes de la pédophilie ou du suicide) pour expliquer que les inégalités sociales ne sont pas un produit social et historique, qu'elles sont naturelles et issues des différences biologiques individuelles,.
Selon Jean-Louis Serre, professeur de génétique, les succès scientifiques des analyses génétiques et leur médiatisation se sont accompagnés d'une vision simpliste de la nature qui consiste ainsi à passer du constat que « rien de biologique n'est sans les gènes » à la conclusion que « tout est dans les gènes ».